# 真壁伸弥
真壁 伸弥（まかべ しんや、1987年3月26日 - ）は、日本の元ラグビー選手。

## プロフィール
- 宮城県仙台市出身。
- ポジションはロック(LO)、フランカー(FL)。
- 身長 192cm、体重 125kg
- 日本代表キャップは37。（2022年6月現在）
- ニックネームはマカ、カベ、マカベリアン。
- ラジオパーソナリティ
- ラグビー解説者

## 来歴
- 南光台中学校卒業後、仙台工業高校に入学。在学中に全国高校ラグビー大会予選決勝を2回経験するが、花園とは無縁であった。二年時にU17東北代表に選ばれ、三年時にはU19日本代表に選ばれる。
- 2005年 中央大学法学部に進学。U19日本代表キャプテンとして、アジア大会優勝。
- 2006年 U19世界大会もキャプテンとして出場。11位。
- 2007年 日本ラグビー協会の「ATQ (Advance to the Quarterfinal) プロジェクト」の2海外派遣選手として、ニュージーランドのハミルトンに語学留学。同地域のクラブチーム「テラパ」に入団。又、ワイカトラグビー協会のエリートアカデミーに入団。
- 2008年 昨年同様、日本ラグビー協会の「ATQプロジェクト」の2海外派遣選手として、ニュージーランドのハミルトンに留学。
- 2009年 サントリーサンゴリアスに入団。日本代表選出・初キャップ獲得。
- 2010年 トップリーグ準優勝、日本選手権優勝。
- 2011年 トップリーグ優勝、日本選手権優勝。
- 2012年 主将に任命。トップリーグ優勝、日本選手権優勝。
- 2013年 トップリーグ準優勝
- 2014年 日本選手権準優勝
- 2015年 ラグビーワールドカップ2015の日本代表に選ばれる。
- 2016年 スーパーラグビーリーグの日本チーム、サンウルブズの初期メンバーに選ばれる。
- 2016年 トップリーグ優勝
- 2016年 日本選手権優勝
- 2017年 トップリーグ優勝　日本代表再選出　サンウルブズ選手
- 2017年 日本選手権優勝
- 2018年 トップリーグ準優勝　日本代表選出　サンウルブス選出
- 2019年 現役引退 社業専業[2]
- 2023年5月20日から11月20日まで、同年秋開催のラグビーワールドカップ2023において、日本ラグビーフットボール協会から「ラグビー日本代表応援サポーター」の1人に任命される[3]。
- ブログが人気であり、ファンの間では「さんぽ」(http://makasampo.com)　というあだ名で呼ばれている。
- またウイスキー愛好家でもあり、ウイスキーエキスパートやプロフェッショナルの資格を持つなど、ラグビーの代表の中でも異色である。本人が講師をするウイスキーセミナーや定例会も人気である。

## 球歴・受賞歴
- 全日本代表(2009,2010,2011,2012,2013,2014,2015,2017,2018年)
  - A5N
  - PNC
- 受賞
  - TL新人王(2009年)
  - TLベストフィフティーン(2009年)
  - ラグビートップリーグ準優勝（2010年）
  - ラグビー日本選手権優勝（2010年）
  - ラグビートップリーグ準優勝（2011年）
  - ラグビー日本選手権優勝（2011年）
  - ラグビートップリーグ優勝（2012年）
  - ラグビー日本選手権優勝（2012年）
  - TLベストフィフティーン(2012年)
  - ラグビートップリーグ準優勝（2013年）
  - ラグビー日本選手権準優勝（2014年）
  - ラグビーワールドカップ３勝１敗
  - ラグビートップリーグ優勝（2016年）
  - ラグビー日本選手権優勝（2016年）
  - ラグビートップリーグ優勝（2017年）
  - ラグビー日本選手権優勝（2017年）
  - ラグビートップリーグ準優勝（2018年）
  - ラグビートップリーグカップ準優勝（2019年）

## 所属チーム
- 仙台工業ラグビー部
- 中央大学ラグビー部
- テラパ
- サントリーサンゴリアス
- サンウルブズ
- ラグビー日本代表

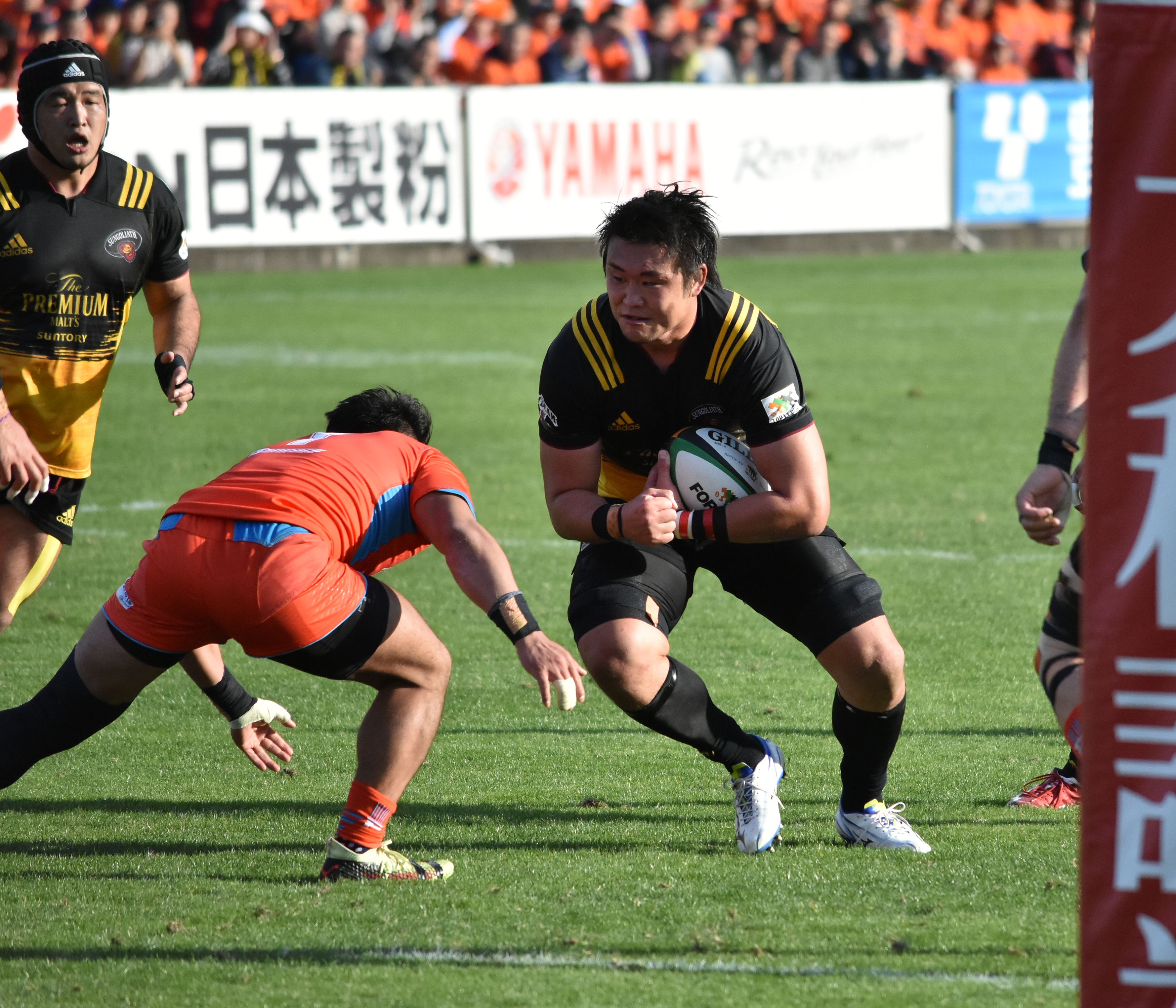
トップリーグ（秩父宮ラグビー場 2018年12月1日撮影）
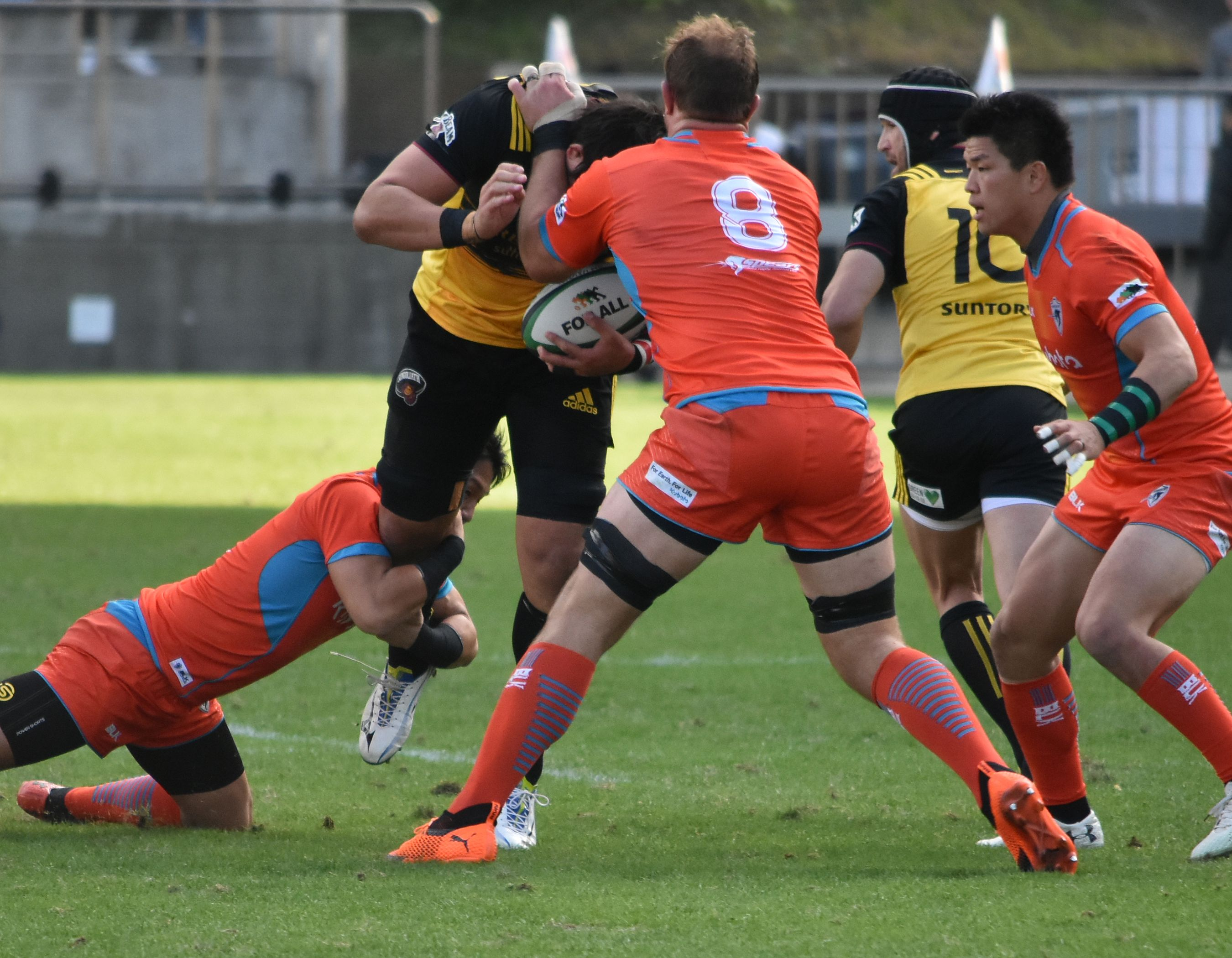
同左（秩父宮ラグビー場 2018年12月1日撮影）

## テレビ
- WOWOWレギュラー解説（2019年〜）
- 月刊エディー・ジョーンズ
- ラグビー わんだほー！ 〜ラグビー情報番組〜
- ラグビーウィークリー（BS朝日）「ワイルドな奴 #65」
- トラの門スポーツ（2015年11月8日・15日、テレビ東京）
- ゴン中山&ザキヤマのキリトルTV（2015年11月22日、テレビ朝日）
- ラグビーワールドカップ日本代表 歴史を変えた勝利への決意（2015年12月31日、日本テレビ）
- 有吉弘行のダレトク!?（2017年9月19日、カンテレ）
- ドロ刑　-警視庁捜査三課（2018年1月10日、日本テレビ）
- 24時間テレビ（2019年8月24日、日本テレビ）
- 有吉ゼミ（2019年12月30日放送）
- 有吉ゼミ（2023年6月5日放送）
- 有吉の壁（2023年8月2日放送）
- 5時に夢中！（2023年12月5日、TOKYOMX）
- バラいろダンディ（2023年12月5日、TOKYOMX）
- ジャンクSPORTS（2023年12月23日放送）
- ジャンクSPORTS（2024年1月13日放送）
- 世の中なんでもHOWマッチ いくらかわかる金?（2024年4月27日、フジテレビ）

## 個人主催イベント
【WHISKYにTRY!!】
- 第1回　 WHISKYにTRY!!　ウイスキーハイボール 2020/06/08 (月)
- 第2回　 WHISKYにTRY!!　ウイスキー 2020/08/11 (火)
- 第3回　 WHISKYにTRY!!　ウイスキー SCO 2020/09/16 (水)
- 第4回　 WHISKYにTRY!!　ウイスキー JPN 2020/10/14 (水)
- 第5回　 WHISKYにTRY!!　ウイスキー 樽について 2020/11/24 (火)
- 第6回　 WHISKYにTRY!!　ウイスキー 新年のご挨拶 2021/01/13 (水)
- 第7回　 WHISKYにTRY!!　ウイスキー ENG/ARG 2021/02/03 (月)
- 第8回　 WHISKYにTRY!!　ウイスキー IRE/SCO/SA 2021/02/28 (日)
- 第9回　 WHISKYにTRY!!　番外編　ST.PATRICK’S DAY 2021/03/17 (水)
- 第10回　WHISKYにTRY!!　番外編　ラグビー語ろう 2021/04/07 (水)
- 第11回　WHISKYにTRY!!　番外編　シャンパンの魅力　2020/05/07(金)
- 第12回　WHISKYにTRY!!　番外編　ジンについて学ぼう2020/05/28 (金)
- 第13回　WHISKYにTRY!!　番外編　みんなでジンを作ろう2020/06/18 (金)
- 第14回　WHISKYにTRY!!　番外編　ジンの基礎知識 2020/07/13 (月)
- 第15回　WHISKYにTRY!!　番外編　中国酒にトライ！2021/08/18 (水)
- 第16回　WHISKYにTRY!!　番外編　セブンスラグビーの魅力  2021/09/15 (水)
- 第17回　WHISKYにTRY!!　番外編　女子ラグビーの今 2021/10/20 (水)
- 第18回　WHISKYにTRY!!　番外編　ラギビースナック 2021/11/15 (月)
- 第19回　WHISKYにTRY!!　番外編　ワインにトライ！ 2021/12/22 (水)
- 第20回　WHISKYにTRY!!　番外編　新年会 2022/01/25 (火)
- 第21回　WHISKYにTRY!!　番外編　トンガ王国を知ろう！上 2022/02/21 (水)
- 第22回　WHISKYにTRY!!　番外編　トンガ王国を知ろう！下 2022/02/21 (水)
- 第23回　WHISKYにTRY!!　番外編　南信州ビールを知ろう 2022/04/20 (水)
- 第24回　WHISKYにTRY!!　番外編　引退畠山選手 2022/01/25 (火)
- 第25回　WHISKYにTRY!!　番外編　日本代表を語ろう 2022/06/22 (水)
- 第26回　WHISKYにTRY!!　番外編　日本酒を学ぼう 2022/07/16 (火)
- 第27回　WHISKYにTRY!!　番外編　地域ビジネスとラグビー 2022/08/31 (火)*

- 【Rugby Snack】
- Online SNACK MAKABE 2020/05/06 (水)
- Online Rugby Snack 常連様 仲村慎介 2020/06/28 (水)
- Online Rugby Snack 常連様 畠山健介 2020/10/04 (水)
- Online Rugby Snack 常連様 廣瀬俊朗 2020/11/24 (火)
- Online Rugby Snack 常連様 村上晃一 2021/02/27 (土)
- Online Rugby Snack 常連様 リーチマイケル 2021/05/10 (月)
- REAL Rugby Snack   常連様 田中史朗  2021/07/17 (土)
- Online Rugby Snack 常連様 村上晃一 2022/03/16 (水）
- REAL Rugby Snack   常連様 大野均 村上晃一 2022/05/28 (土)

- 【ウイスキーのお作法】
- ウィスキーのお作法1　2019/12/04 (水)
- ウィスキーのお作法２ 2020/02/17 (月)
- ウィスキーのお作法3　2020/04/20 (月)
- ウイスキーのお作法4（怒涛の出張編）2020/06/21 (日)
- ビールのお作法 2020/08/01 (土)
- ウィスキーのお作法5 2020/11/14 (土)

- 【イベント】
- ラグビーとビジネスのおはなし。2019/09/02 (月)
- ラグビートーク 　ラグビー日本代表が語る、 必然で掴んだ大金星。中村亮土×真壁伸弥×生島淳×糸井重里2020/８/19/（水）
- ウイスキーセミナー　５大ウイスキー 2016/10/09
- ウイスキーセミナー　贅沢な香り体験 2017/06/18
- ウイスキーセミナー　ウイスキーの基本 2017/12/05